# O Herre Gud af Himmelrik! Vår tilflygt är du evinnerlig
O Herre Gud af Himmelrik! Vår tilflygt är du evinnerlig är skriven av Cornelius Becker "Herr Gott Vater im Himmelreich". 
Den bygger på Psaltaren 90, Moses psalm, och är en klagan över detta livets uselhet. Psalmen bör inte förväxlas med nr 31 O HErre Gudh af Himmelrijk / Wij må thet alle klaga i 1695 års psalmbok.
Melodin är komponerad av Burkhard Waldis 1553. 1812 skrev Erik Gustav Geijer en ny text till denna koral. Hur härlig Gud, din sol uppgår som återfinns i 1819 och 1937 års psalmböcker.
Psalmen inleds 1695 med orden:
O Herre Gudh af Himmelrijk
Wår tilflyckt ästu ewinnerlig
I nödh och allan fara
Tin macht utöfwer all ting går

## Publicerad i
- 1572 års psalmbok med titeln O HERRE Gudh aff himmelrik/ Wår tilflycht ästu ewighligh under rubriken "Någhra Davidz Psalmer".[1]

- Göteborgspsalmboken 1650 under rubriken "Om Menniskiones Elendigheet".[2]
- 1695 års psalmbok nr 79 under rubriken "Konung Davids Psalmer"